# 1095 Avenue of the Americas
Il 1095 Avenue of the Americas è un grattacielo situato a New York, nel quartiere di Midtown Manhattan.

## Descrizione
Alto 190 metri e con 41 piani è ottantatreesimo edificio più alto della città. Costruito tra il 1972 e il 1974 è stato progettato dallo studio di architettura Kahn e Jacobs ed ospita la sede delle società NYNEX e Bell Atlantic.